# John Blankenstein
Pour les articles homonymes, voir Blankenstein (homonymie).
John Blankenstein, né le 12 février 1949 à De Bilt et mort le 25 août 2006 à La Haye, est un arbitre néerlandais de football. 
Il débuta en tant qu'arbitre amateur de 1966 à 1979, année où il officia en première division néerlandaise. En 1985, il reçut son accréditation internationale et mit fin à sa carrière d'arbitre en 1996. 
Il fut l'un des premiers aux Pays-Bas à avoir affiché clairement son homosexualité et mena des combats contre la discrimination des personnes homosexuelles. Il mourut d'une maladie rare des reins en 2006.

## Carrière
Il a officié dans des compétitions majeures : 
- Coupe du monde de football des moins de 16 ans 1987 (2 matchs) ;
- Coupe des Pays-Bas de football 1988-1989 (finale) ;
- Euro 1992 (1 match) ;
- Coupe UEFA 1992-1993 (finale retour) ;
- Supercoupe des Pays-Bas de football 1993 ;
- Supercoupe des Pays-Bas de football 1994.